# Tegna
Tegna è una frazione di 757 abitanti del comune svizzero di Terre di Pedemonte, nel Canton Ticino (distretto di Locarno).

## Geografia fisica
Il territorio di Tegna comprende il "Pozzo" e l'orrido di Ponte Brolla, zona rocciosa e sabbiosa ai bordi del fiume Maggia frequentata da numerose persone durante l'estate.

## Storia

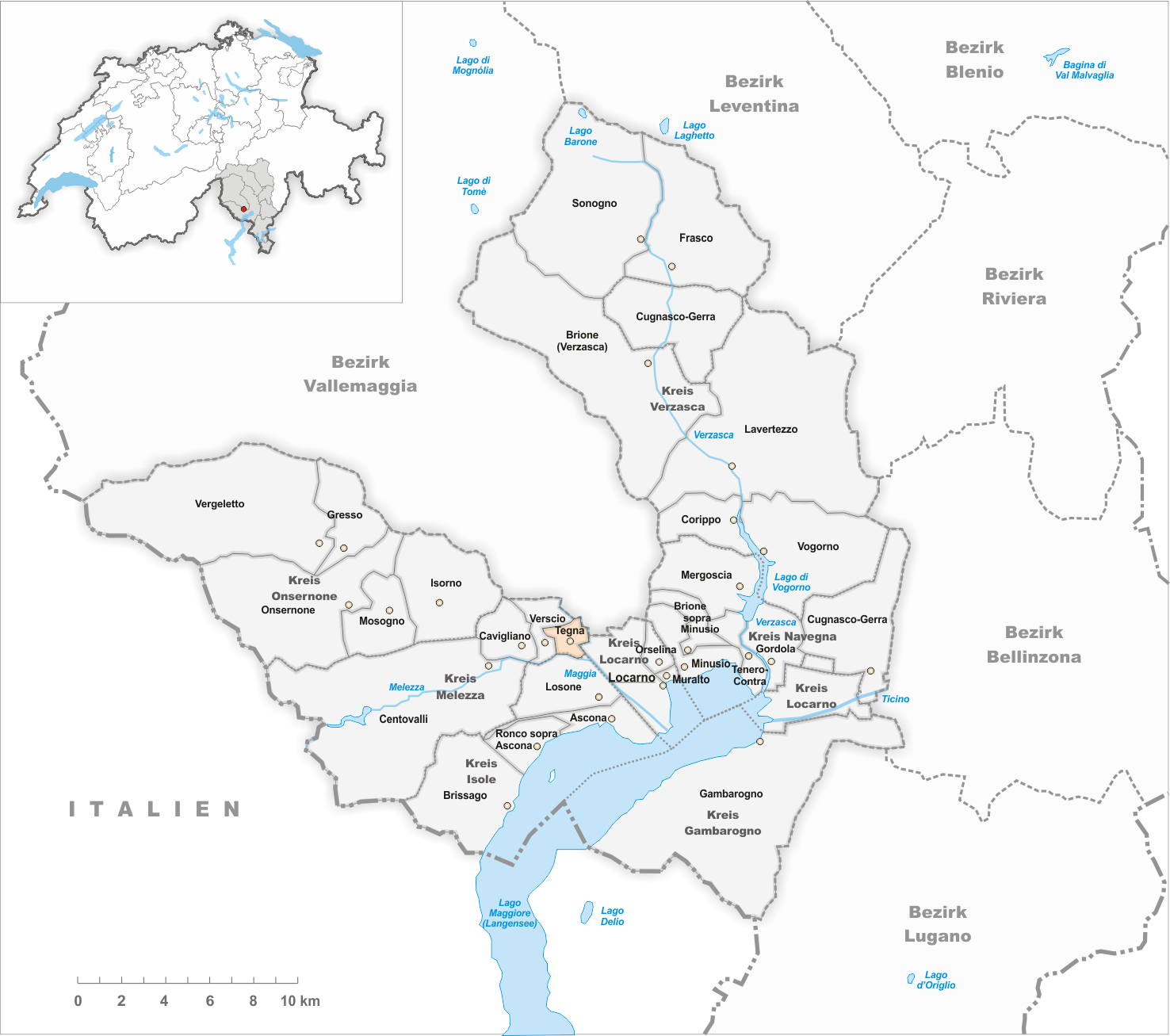
Il territorio del comune di Tegna prima degli accorpamenti comunali del 2012

Già comune autonomo che si estendeva per 2,9 km², nel 2013 è stato accorpato agli altri comuni soppressi di Cavigliano e Verscio per formare il comune di Terre di Pedemonte, del quale Tegna è capoluogo. La fusione era stata approvata dal Gran Consiglio ticinese il 10 agosto 2012.
Già il 22 settembre 2002 si erano tenute votazioni consultive per il progetto di aggregazione in nuovo comune, che avrebbe avuto il nome di "Pedemonte", ma l'aggregazione fu bocciata a causa della votazione negativa della popolazione di Tegna. Il 25 settembre 2011 una seconda votazione consultiva approvò invece l'aggregazione con un voto favorevole del 66,42% a Cavigliano, dell'85,74% a Verscio e del 52,56% a Tegna).

### Simboli
La blasonatura dello stemma è «d'argento alla croce di rosso, accompagnata nel canton franco da una fascia arcata d'azzurro, posto in fascia». Deriva dall'arma dell'antico comune di Pedemonte («d'argento, alla croce attraversante di rosso», attestato dal 1473) «alla quale fu aggiunto l'arco di un ponte che simboleggia quello sulla Maggia».

## Monumenti e luoghi d'interesse

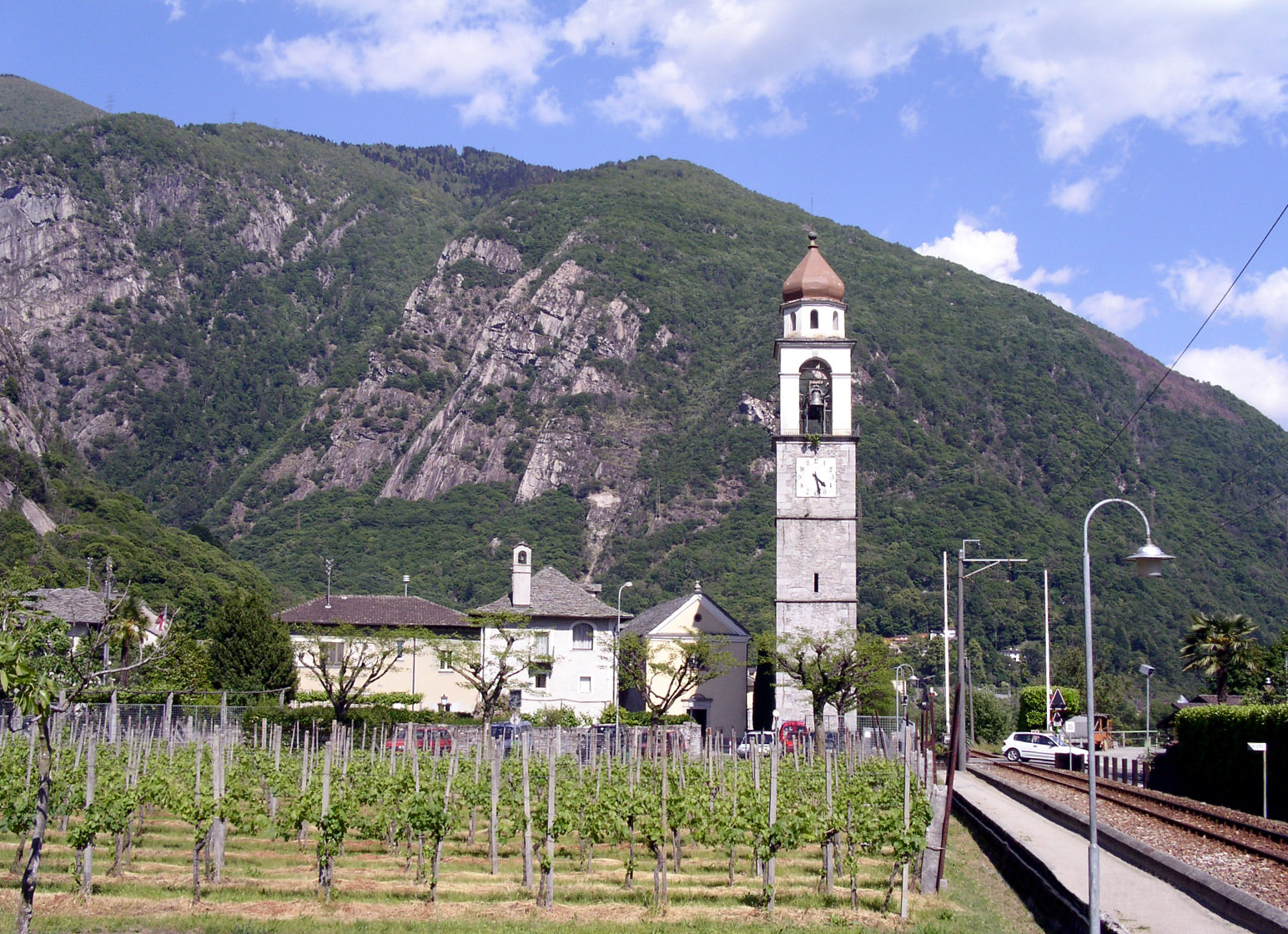
La chiesa parrocchiale di Santa Maria Assunta

- Chiesa parrocchiale di Santa Maria Assunta, attestata dal XIV secolo[6];
- Oratorio della Madonna delle Scalate o di Sant'Anna, del XVII secolo[6] (1626[senza fonte]);
- Castello di Tegna, di epoca preromana, con resti di mura di cinta e costruzioni di epoca romana e altomedievale[6][7].

## Società

### Evoluzione demografica
L'evoluzione demografica è riportata nella seguente tabella:
Abitanti censiti

## Infrastrutture e trasporti

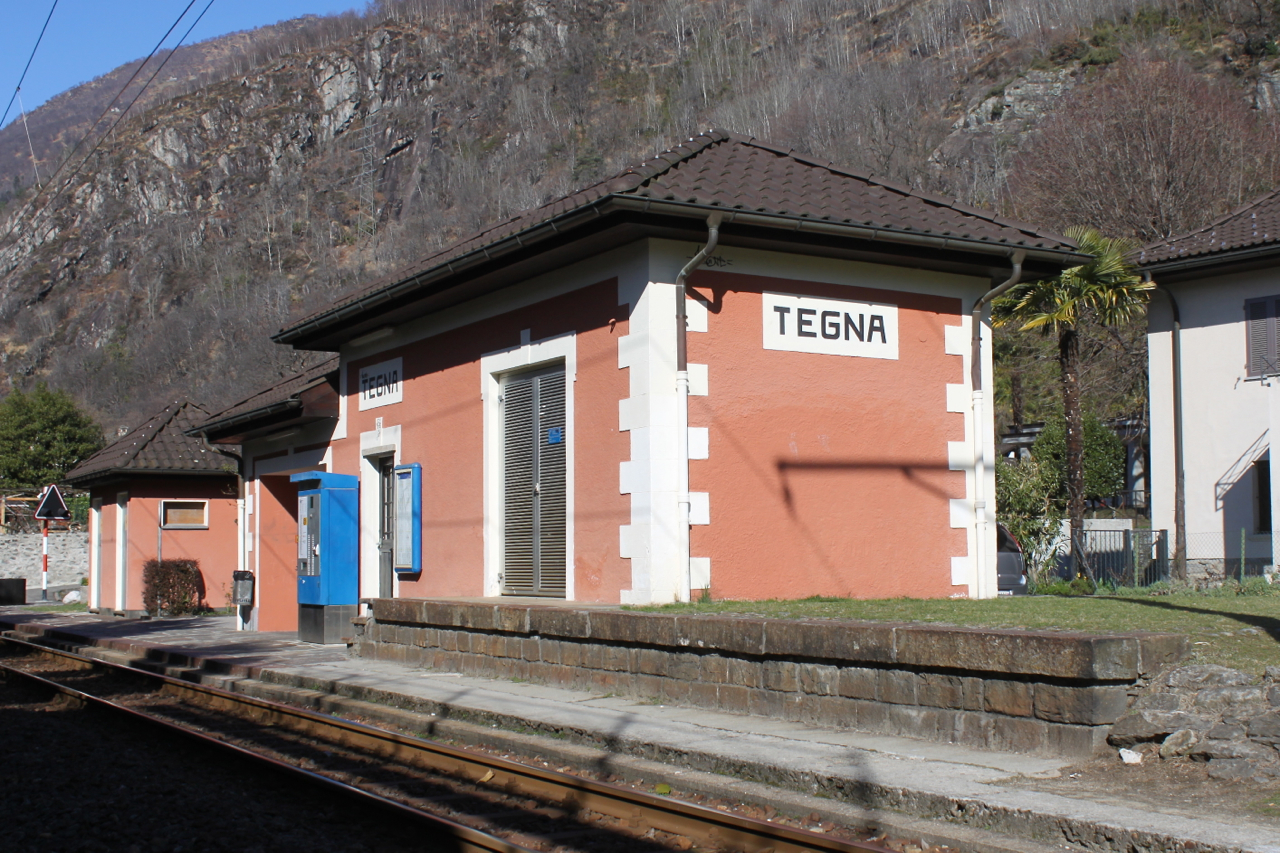
La stazione di Tegna

Il paese è servito dalle stazioni di Ponte Brolla e di Tegna della ferrovia Domodossola-Locarno.

## Amministrazione
Ogni famiglia originaria del luogo fa parte del cosiddetto comune patriziale e ha la responsabilità della manutenzione di ogni bene ricadente all'interno dei confini della frazione.